# 西北羅索 (明尼蘇達州)
西北羅索（英語：Northwest Roseau）是位於美國明尼蘇達州羅索縣的一個未組織地區。

## 地方資料
西北羅索的面積為326.26平方千米，當中陸地面積為318.15平方千米，而水域面積為8.11平方千米。根據2020年美國人口普查的數據，當地共有人口26人，而人口密度為每平方千米0.08人。